# Zemský okres Soest
Zemský okres Soest (německy Kreis Soest) je zemský okres v německé spolkové zemi Severní Porýní-Vestfálsko, ve vládním obvodu Arnsberg. Sídlem správy zemského okresu je město Soest. Má přibližně 302 tisíc obyvatel. 

## Historie
Ve středověku byl Soest největším městem ve Vestfálsku; poté, co se v roce 1449 osvobodil od kolínských biskupů, pomalu ztrácel na významu. V roce 1816 jej znovu získala nová pruská vláda vytvořením okresu. V roce 1975 byl okres sloučen se sousedním okresem Lippstadt a částmi bývalého okresu Arnsberg.

## Znak
Ve znaku jsou dva symboly kolínského arcibiskupství: klíč sv. Petra a černý kříž.

## Města a obce
| Města: 1. Erwitte 2. Geseke 3. Lippstadt 4. Rüthen 5. Soest 6. Warstein 7. Werl | Obce: 1. Anröchte 2. Bad Sassendorf 3. Ense 4. Lippetal 5. Möhnesee 6. Welver 7. Wickede (Ruhr) |